# Reichskommissariat Norveška
Reichskommissariat Norveška je za vrijeme Drugog svjetskog rata bila administrativna uprava Trećeg Reicha u Norveškoj((njem.): u doslovnom prijevodu: Reichovo povjerenstvo za Norvešku)
U sastav Reichskommissariata Norveške je ušao teritorij Norveške. Teritorij se dijelio na generalne kotare. Središte administracije je bilo u Oslu.
Predstavnika vlasti od 1940. do 1945. godine bio je Josef Terboven, a kraće vrijeme (1945.) Franz Böhme.
Reichskommissariat Norveška je postojao od 1940. do 1945. godine.